# Calinaga kuangtungenis
Calinaga kuangtungenis är en fjärilsart som beskrevs av Clayton Dissinger Mell 1952. Calinaga kuangtungenis ingår i släktet Calinaga och familjen praktfjärilar. Inga underarter finns listade i Catalogue of Life.